# War of the Arrows
War of the Arrows (Originaltitel: koreanisch 최종병기 활 Choejongbyeonggi Hwal) ist ein Historienactionfilm des südkoreanischen Regisseurs Kim Han-min aus dem Jahr 2011. Der Film spielt Korea des Jahres 1636 zur Zeit der Joseon-Dynastie als die Qing-Dynastie das Land überfällt. War of the Arrows hatte in Südkorea über 7,4 Millionen Kinobesucher und war damit der erfolgreichste Film des Jahres 2011.

## Handlung
Die Kinder Nam-yi und Ja-in befinden sich auf der Flucht, nachdem der König ihren Vater als Verräter betitelte. Ihr Vater kann sie gerade noch vor den Truppen König Injos retten. Nam-yi gibt er seinen Bogen, er solle nach Kaesong flüchten. Auf der Flucht müssen die Kinder aus der Ferne mit ansehen, wie ihr Vater getötet wird. In Kaesong werden die Kinder von Kim Mu-seon und seiner Frau aufgezogen.
13 Jahre später ist Nam-yi ein ausgezeichneter Bogenschütze. Kim Mu-seons Sohn Seo-gun bittet ihn, um die Hand seiner Schwester anhalten zu dürfen. Er ist zunächst abgeneigt doch stimmt schließlich zu. Vor der Hochzeit möchte er noch einmal seine Schwester sehen und geht danach direkt Jagen. Dort tauchen plötzlich Truppen der Qing auf. Nam-yi rennt schnell ins Dorf zurück, doch er kommt zu spät. Seine Schwester und Seo-gun wurden entführt, Kim Mu-seon wurde getötet. Seo-gun und Ja-in sollen mit weiteren Gefangenen in die Mandschurei gebracht werden. Doch am Fluss Yalu kommt es zu einem Zwischenfall. Seo-gun stellt sich den Soldaten entgegen und kann einige töten. Als es brenzlig für ihn wird, taucht plötzlich Nam-yi mit seinem Bogen auf und kann die Qing-Soldaten besiegen.
Doch Ja-in wurde bereits auf die andere Seite gebracht. Allerdings können Nam-yi und Seo-gun mit ihren Gefährten Gang-du und Gap-yong das Lager der Mandschuren ausfindig machen. Dort ist auch Ja-in. Nam-yi plant, den Prinzen als Geisel zu nehmen und gegen Ja-ins Freiheit zu tauschen. Das gelingt ihnen auch. Nam-yi überschüttet den Prinzen mit Öl und droht, ihn anzuzünden. Seo-gun kann in der Zeit mit Ja-in fliehen. Nam-yi versucht Zeit zu schinden, doch als das Feuer droht auszugehen, zündet er ihn an. Er kann sich Gap-yong und Gang-du anschließen und mit ihnen fliehen. Doch der mandschurische General und Onkel des Prinzen, Jiusinta, ist ihnen auf der Spur. Er trifft gerade ein und sieht die Leiche des Prinzen. In einem Wald können sie zu ihnen aufschließen. Gap-yong und Gang-du sterben bei der Flucht. Nam-yi kann einige mit seinem Pfeil zur Strecke bringen.
Letztlich sind nur noch vier übrig. An einem Hang kann sich Nam-yi verstecken und auch diese mit seinem Bogen töten. Allerdings überlebt Jiusinta, was er übersehen hat. Nam-yi reitet mit einem Pferd weiter in Richtung des Flusses und sieht aus der Ferne Seo-gun und seine Schwester Ja-in. Doch diese sehen auch Jiusinta, der auf Nam-yi zielt. Ihre Warnungen kann er nicht hören. Deshalb nimmt sich Ja-in einen Bogen und schießt auf Nam-yis Pferd. Durch den Fall verfehlt Jiusintas Pfeil Nam-yi. Jiusinta verfolgt daraufhin Ja-in und Nam-yi tut es ihm gleich, um sie zu schützen. Letztlich stehen sich beide gegenüber und Ja-in dazwischen. Beide schießen, doch da Ja-in in der Mitte steht, kann Nam-yi nicht gerade schießen und verfehlt sein Ziel. Jiusinta hingegen schießt durch Ja-in durch und trifft Nam-yi im Herzen. Nun will Jiusinta Ja-in vor seinen Augen töten. Doch gegen die Proteste seiner Schwester zieht er den Pfeil aus seiner Brust und kann knapp vorbei am Hals von Ja-in Jiusinta treffen. Doch Nam-yi erliegt seinen Verletzungen.
Schließlich überqueren Seo-gun und Ja-in mit Nam-yis Leichnam den Yalu zurück nach Joseon.

## Rezeption
War of the Arrows erhielt sehr positive Kritiken. Kirk Honeycutt von Hollywood Reporter schrieb von einem überragenden Film. Die Action, der Schnitt und die Kameraführung bringen zusammen mit den Orten und Kostümen die historische Handlung zum Leben. Richard Kuipers von der Variety bezeichnet den Film als Spektakel. Die Kameraführung sei hervorragend. Die Technik sei ausgezeichnet und generell sei es ein aufregender Actionfilm. Ein ähnliches Fazit zieht Ernest Hardy von LA Weekly. Die Figurenentwicklung sei ökonomisch, präzise und effizient. Die Actionsequenzen zeigen eine emotionale Beziehung der dieser Figuren. Es sei ein aufwendiger, epischer Actionfilm. Nach Shane Danielsen von Australiens SBS ist die Handlung sehr einfallsreich. Ja-in habe zwei Beschützer – ihren älteren Bruder und ihren Ehemann. Weiterhin sei sie durch zwei Personen in Gefahr: den mandschurischen Prinzen und seinen Onkel, den General der Armee. Während diese Figuren die Handlung vorantreiben, befinden sie sich bis auf eine Szene nie alle am selben Ort. Danielsen schließt, es sei der beste Verfolgungsfilm seit Kim Jee-woons The Good, the Bad, the Weird (2008).
Die Redaktion der Zeitschrift Cinema vergab mit 5 von 5 Sternen die Bestwertung für den Film und sprach von einem „gigantisch inszenierte[n] und bildstarke[n] Überraschungserfolg“. Im Lexikon des Internationalen Films ist ähnliches zu lesen: „bildgewaltiger Abenteuerfilm, der eine handelsübliche Geschichte um Rache und Ehre erzählt und dabei stimmungsvoll unterhält.“

## Auszeichnungen
Blue Dragon Awards 2011
- Auszeichnung in der Kategorie bester Hauptdarsteller für Park Hae-il
- Auszeichnung in der Kategorie bester Nebendarsteller für Ryu Seung-ryong
- Auszeichnung in der Kategorie bester neue Schauspielerin für Moon Chae-won
- Technik-Preis für Oh Se-young
- Publikumspreis für den beliebtesten Film

Daejong-Filmpreis 2011
- Auszeichnung in der Kategorie bester Hauptdarsteller für Park Hae-il
- Auszeichnung in der Kategorie bester neue Schauspielerin für Moon Chae-won
- Auszeichnung in der Kategorie beste Soundeffekte für Choi Tae-young
- Auszeichnung in der Kategorie beste visuelle Effekte für Han Young-woo

Korean Association of Film Critics Awards 2011
- Auszeichnung in der Kategorie beste Kameraführung für Kim Tae-seong
- Auszeichnung in der Kategorie beste visuelle Effekte für Han Young-woo